# Берберски леопард
Берберски леопард (Panthera pardus panthera) е хищен бозайник, член на семейство Коткови, смятан за подвид на леопарда. Оригиналното му местообитание е в Северна Африка основно в района на Атласките планини. Последните генетични изследвания сочат, че това не е отделен подвид, а вариация на африканския леопард..
Леопарда е много рядко срещано животно в Северна Африка. Съвсем малки групи обитават Атласките планини в Мароко и Алжир и единични екземпляри в Египет.
Представителите на берберския леопард са със сравнително плътна космена покривка помагаща му за преживяване при ниските планински температури. В менюто му влизат маймуни, антилопи и редица дребни животни.